# Arnoldine Wolf
Arnoldine Wolf (* 20. Januar 1769 in Kassel; † 5. März 1820 in Schmalkalden) war eine deutsche Dichterin.

## Leben
Als Tochter des Prokurator der Regierung in Kassel und Syndikus der Universität Marburg, Johann Karl Alexander Weissel, wurde Arnoldine Wolf am 21. Januar 1769 in der Altstadt Kassels geboren.
Während einer geheimnisvollen Hautkrankheit begann sie 18-jährig erste Gedichte zu verfassen. Nach eigenen Angaben verlebte sie in dieser kritischen Krankheitsphase 26 Wochen fast ohne Schlaf.
Nach ihrer Genesung heiratete sie im Januar 1795 in Kassel den aus Seligenthal bei Schmalkalden stammenden Georg Friedrich Wolf. Er wurde später Bergrat der hessen-kasselischen Exklave Schmalkalden.
Als siebenfache Mutter und Frau Bergrätin verfasste Arnoldine Wolf meist unbeachtet Gedichte. Während der Freiheitskriege betätigte sie sich als eifrige Verfasserin patriotischer Gedichte.
Die Freundschaft mit dem Dichter Karl von Münchhausen, der als Militär in Schmalkalden stationiert war, ließ sie mit Johann Gottfried Seume zusammentreffen, als dieser seinen Freund beim Rückweg seines „Spaziergang nach Syrakus“ in Schmalkalden besuchte. Kontakt fand sie auch zu Jean Paul und in das klassische Weimar. Dort pflegte sie Kontakt mit der Familie des Generalsuperintendenten Vogt, der u. a. Herzogin Anna Amalias und Friedrich Schillers Trauerrede hielt. Vogt führte sie an einem Nachmittag des Jahres 1813 auch in den Salon Johanna Schopenhauers ein, wo sie August von Goethe kennenlernte.

## Werk
1817 wurde ihr einziger Gedichtband veröffentlicht. Ein umfangreiches Subskriptionsverzeichnis mit über 300 Namen gibt Aufschluss über ihren Bekanntenkreis im hessischen und thüringischen Raum. Unter den Subskribenten befinden sich die Kurfürstliche Familie in Kassel sowie der Herzog und die Herzogin von Sachsen-Gotha-Altenburg. Der Brief, mit dem sie Johann Wolfgang Goethe um eine Subskription bat, ist im Goethe- und Schiller-Archiv in (Weimar) erhalten. Einige ihrer Gedichte fanden Eingang in literarische Zeitschriften und Almanache ihrer Zeit.
- Arnoldine Wolf: Gedichte. Wiß, Schmalkalden 1817 (hrsg. von Caspar C. Wiß)

## Rezeption
Nach ihrem Tod geriet Arnoldine zügig in Vergessenheit. Außer einigen kurzen Notizen in regionalgeschichtlichen Publikationen der Stadt Schmalkalden wurde ihrem Leben und Werk keine Beachtung geschenkt.
Robert Eberhardt, Autor und damaliger Student an der Ruprecht-Karls-Universität Heidelberg, veröffentlichte 2011 eine Biographie und kommentierte Werkedition der erhaltenen Werke der Dichterin.